# Ochthebius hasegawai
Ochthebius hasegawai är en skalbaggsart som beskrevs av Takeshiko Nakane och Masafumi Matsui 1986. Ochthebius hasegawai ingår i släktet Ochthebius och familjen vattenbrynsbaggar. Inga underarter finns listade i Catalogue of Life.